# Róbert Martinko
Róbert Martinko (2. dubna 1936 Spišský Štiavnik – 28. prosince 2021) byl slovenský a československý politik, po sametové revoluci československý ministr bez portfeje a ministr spojů.

## Biografie
Vystudoval jedenáctiletou střední školu ve Spišské Nové Vsi a pak roku 1960 absolvoval elektrotechnickou fakultu Slovenské vysoké školy technické v Bratislavě (obor sdělovací technika). Pracoval potom v Montážním podniku spojů v Bratislavě, nejprve jako mistr, později na postu stavbyvedoucího a vedoucího projekčního oddělení. Od roku 1971 byl zaměstnancem Ústředního ředitelství spojů v Bratislavě. Zde setrval až do roku 1989, ke konci jako vedoucí oddělení rozvoje jednotné telekomunikační sítě. Před rokem 1989 nebyl členem žádné politické strany.
Po sametové revoluci se zapojil do politiky. 10. prosince 1989 byl jmenován ministrem bez portfeje ve vládě Mariána Čalfy a 13. února 1990 byl v téže vládě pověřeným ministrem spojů. Portfolio si udržel do konce existence vlády, tedy do 27. června 1990. Do roku 1992 pak působil na postu ředitele Správy pošt a telekomunikací, s.p. Bratislava.